# Вестфолд
Вестфолд (норв. Vestfold) је округ у јужном делу Норвешке. Управно седиште округа је град Тенсберг. Значајни су и градови Ларвик, Сандефјорд и Хортен.
Површина округа Вестфолд је 2.224,36 km², на којој живи око 240 хиљада становника.
Грб Вестфолда потиче из 1970. године и златна средњовековна круна династије Инглинг.

## Положај и границе округа
Округ Вестфолд се налази у јужном делу Норвешке и граничи се са:
- север: округ Бускеруд,
- исток: Северно море (Залив Осло),
- југ: Северно море (Скагерак),
- запад: округ Телемарк.

## Природни услови
Вестфолд је приморски округ, који значајним делом лежи на острвима и полуострвима. Приобаље на југоистоку је у виду омање низије, али за планинску Норвешку она је значајна.
Округ излази на Северно море, на његов део Категат. Обала је разуђена, са бројним острвима - Нетереј, Фејнланд, Вејерланд. Од река позната је река Нумедалслоген. У округу постоји и пар малих језера.

## Становништво
По подацима из 2010. године на подручју округа Вестфолд живи око 235 хиљада становника, већином етничких Норвежана.
Округ последњих деценија бележи значајно повећање становништва. У последњих 3 деценије увећање је било за приближно 20%.
Густина насељености - Округ има густину насељености је преко 100 ст./км², што је 8 пута више од државног просека (12,5 ст./км²). Приобални део округа је много боље насељен него брдски на западу.

## Подела на општине
Округ Вестфолд је подељен на 14 општина (kommuner).